# 25227 Genehill
25227 Genehill è un asteroide della fascia principale. Scoperto nel 1998, presenta un'orbita caratterizzata da un semiasse maggiore pari a 2,5406681 UA e da un'eccentricità di 0,1413835, inclinata di 1,80924° rispetto all'eclittica.